# John Rowan

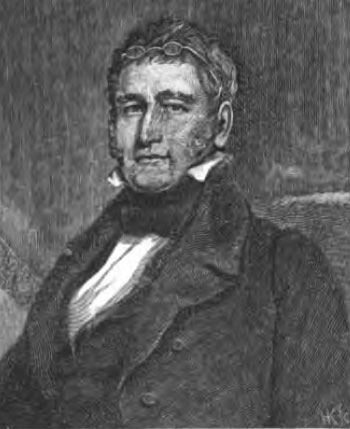
John Rowan

John Rowan (* 12. Juli 1773 bei York, Province of Pennsylvania; † 13. Juli 1843 in Louisville, Kentucky) war ein US-amerikanischer Politiker (Demokratisch-Republikanische Partei), der den Bundesstaat Kentucky in beiden Kammern des Kongresses vertrat.
John Rowan zog mit seiner Familie aus Pennsylvania nach Kentucky, als er ungefähr zehn Jahre alt war. Nach Ende seiner Schulausbildung studierte er in Lexington Jura und wurde 1795 in die Anwaltskammer aufgenommen, woraufhin er in Louisville als Jurist zu praktizieren begann.
Im Jahr 1799 war Rowan Delegierter zum zweiten Verfassungskonvent des Staates Kentucky in Frankfort. Zwischen 1804 und 1806 übte er das Amt des Secretary of State in der Staatsregierung aus, ehe er am 4. März 1807 als Vertreter des 3. Wahldistrikts von Kentucky ins US-Repräsentantenhaus einzog. Dort verblieb er bis zum 3. März 1809. Von 1813 bis 1817 war er Abgeordneter im Repräsentantenhaus von Kentucky, ehe er zwischen 1819 und 1821 als Richter am Appellationsgericht des Staates fungierte.
Nach erfolgreicher Kandidatur nahm John Rowan ab dem 4. März 1825 einen der beiden Sitze Kentuckys im Senat der Vereinigten Staaten ein. Während seiner sechsjährigen Amtsperiode stand er dem Justizausschuss des Senats vor. Nach dem Ausscheiden aus dem Kongress wurde er 1839 mit dem Abschluss eines Vertrages mit Mexiko beauftragt. Von 1838 bis zu seinem Tod war er Präsident der Kentucky Historical Society.
John Rowan, dessen Neffe Robert Todd Lytle zwischen 1833 und 1835 ebenfalls Abgeordneter im US-Repräsentantenhaus war, starb einen Tag nach seinem 70. Geburtstag in Louisville. Das Rowan County in Kentucky wurde nach ihm benannt.